# Матросский крест
Матро́сский крест (от англ. Sailor’s Cross) — морской декоративный симметричный узел в виде креста. Имеет плоский вид и одинаковый рисунок как с одной стороны, так и с другой. Узел имеет три петли, а пара концов внизу могут оканчиваться кисточками, либо узелками. Завязывают на середине троса. Может быть завязан двойной тесьмой и плотно обтянут, и тогда носит название «двойного тесёмочного узла» (Two-Cord Lanyard Knot). Узел основан на «любовном» узле, и родственен китайскому.
По другому источнику, узел носит название в честь созвездия Южный Крест южного полушария неба. Возможно использование, аналогичное топовому узлу, когда посреди узла располагают топ временной мачты, а узел имеет четыре точки натяжения для надёжного закрепления временной мачты парусника вместо бугелей с обухами постоянной мачты.

## Способ завязывания

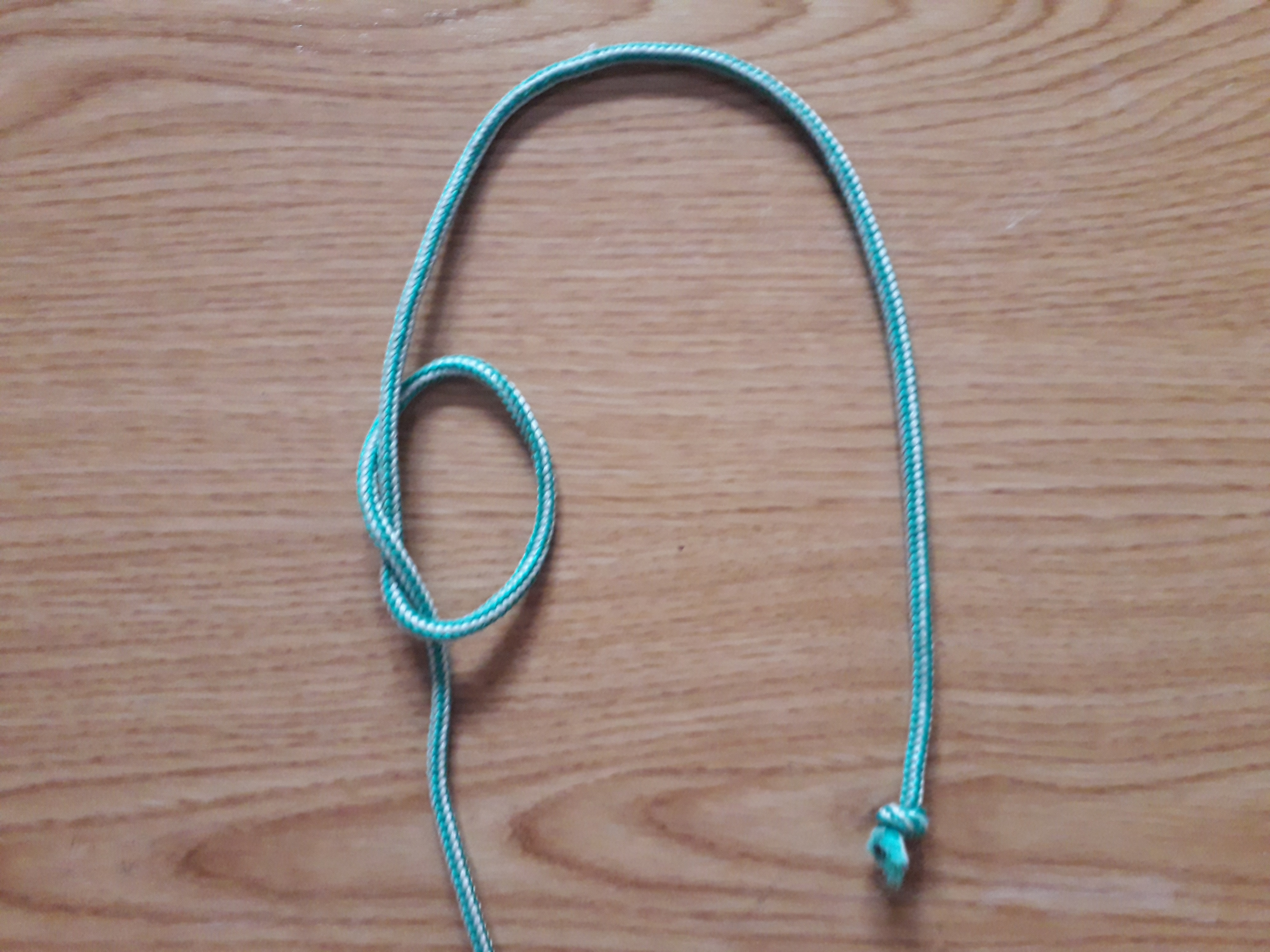
1. Сложить трос пополам, образовав закрытую петлю[6], завязать узел на левой половине
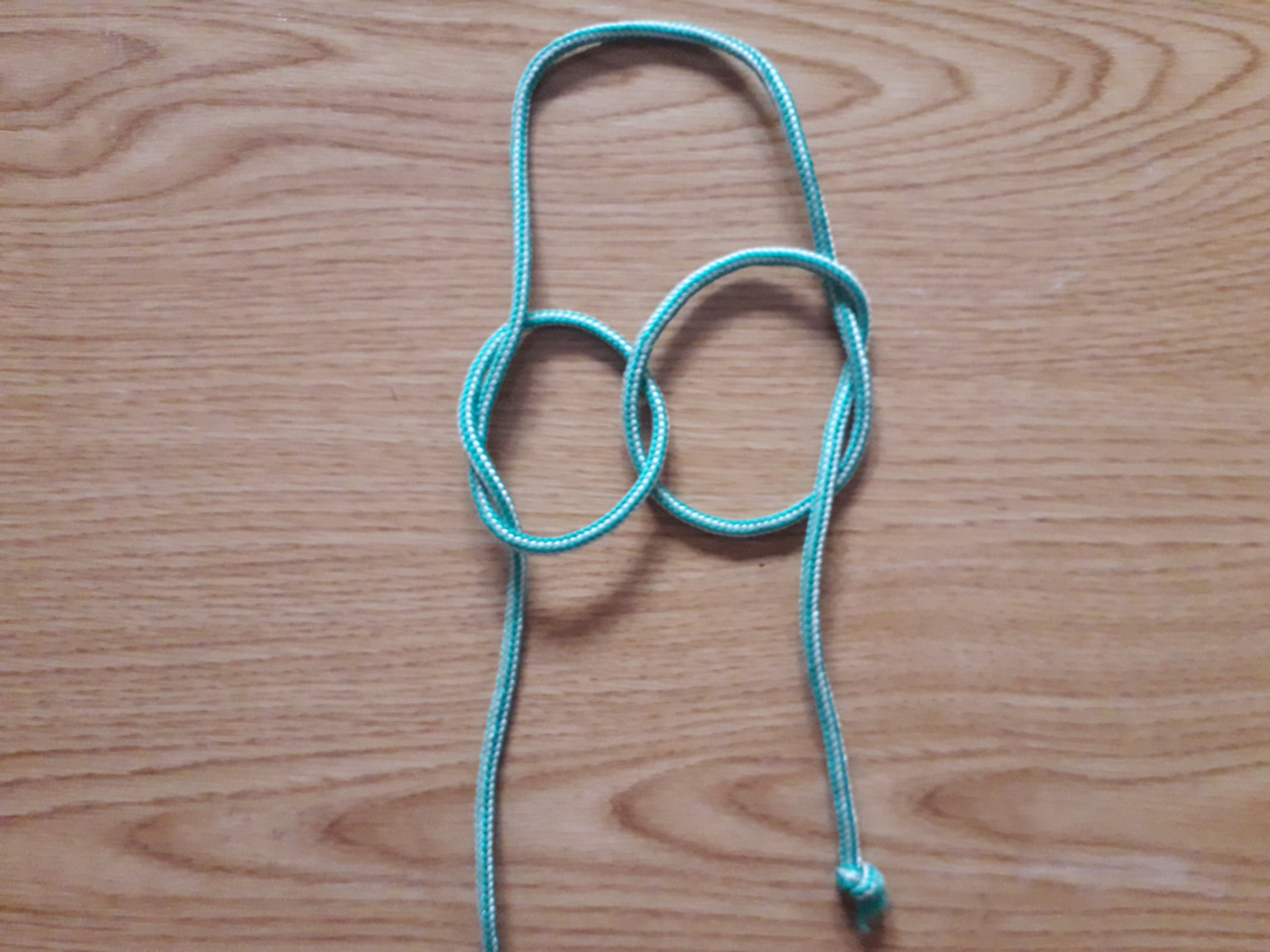
2. Завязать узел на правой половине так, чтобы он был связан с левым узлом
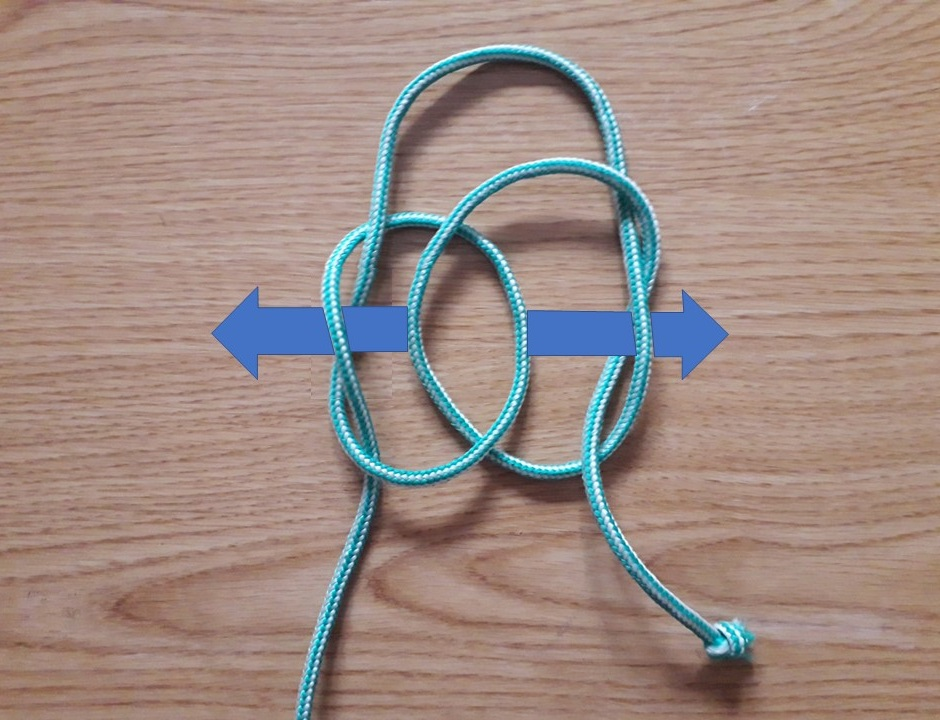
3. Вдеть вершину левого узла в правый, а правого узла в левый
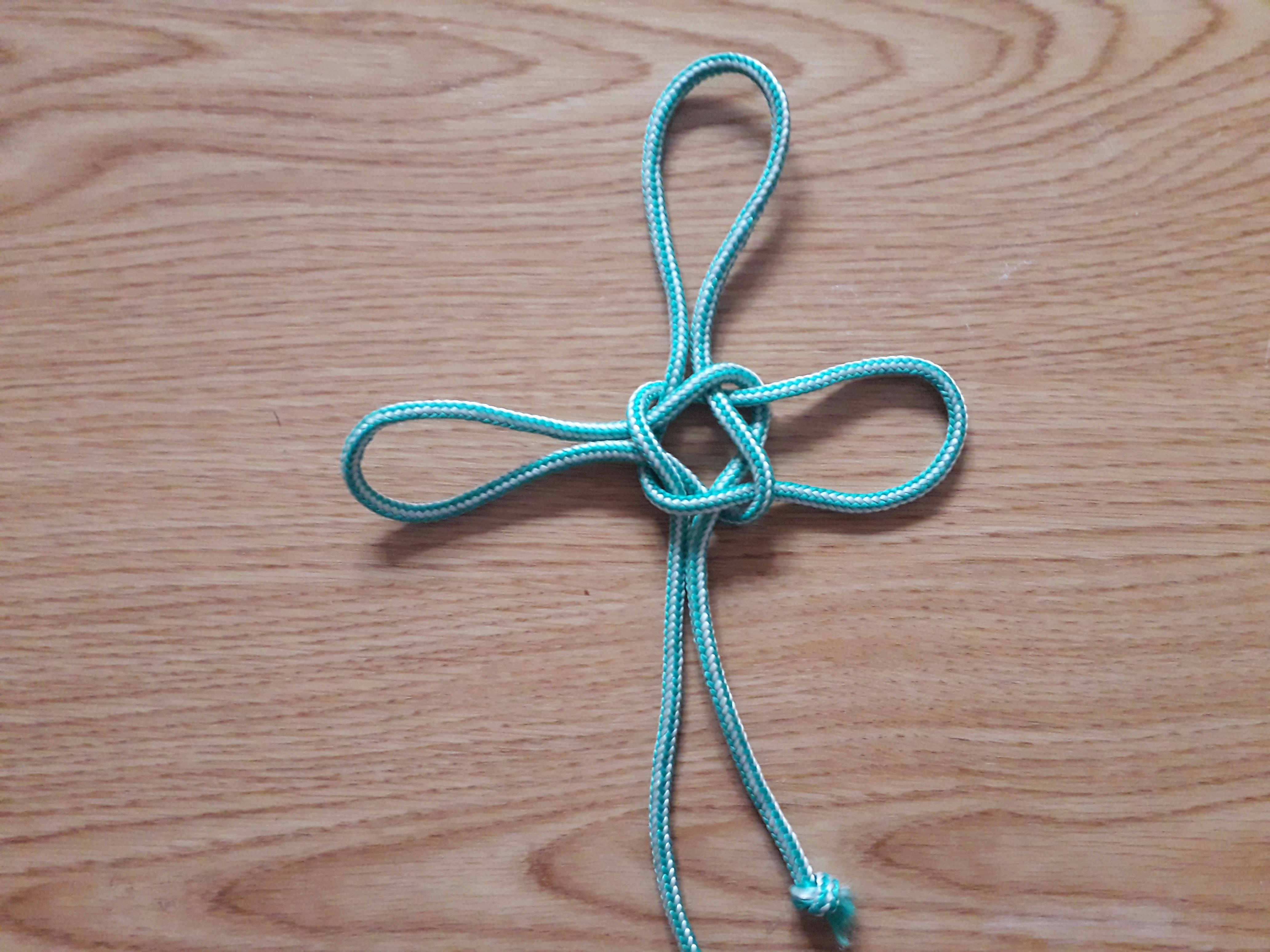
4. Затянуть узел, потянув за четыре стороны узла, образуя крест

Ошибки при завязывании
Если ошибиться при переплетании узлов между собой, получится отдельный узел, который называется «ложным» (False Lover’s Knot). В результате узел уже не будет иметь симметричного рисунка.

## Фотогалерея узлов на самурайских доспехах

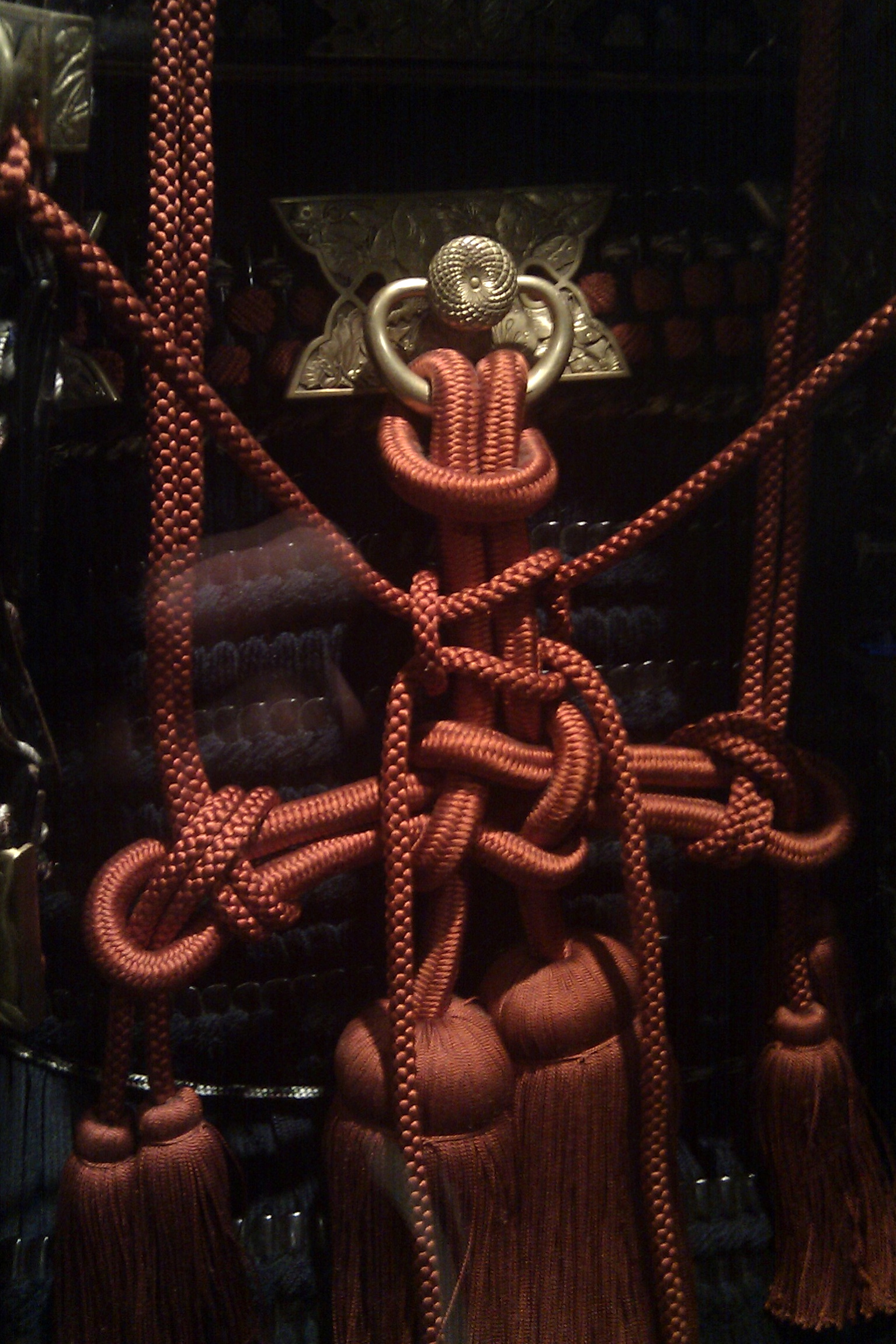
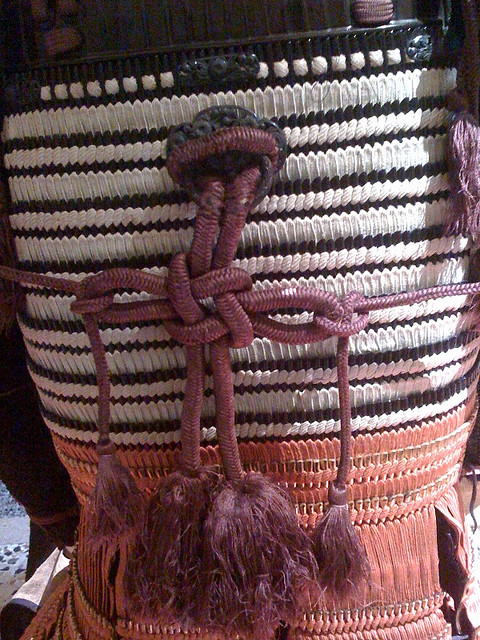
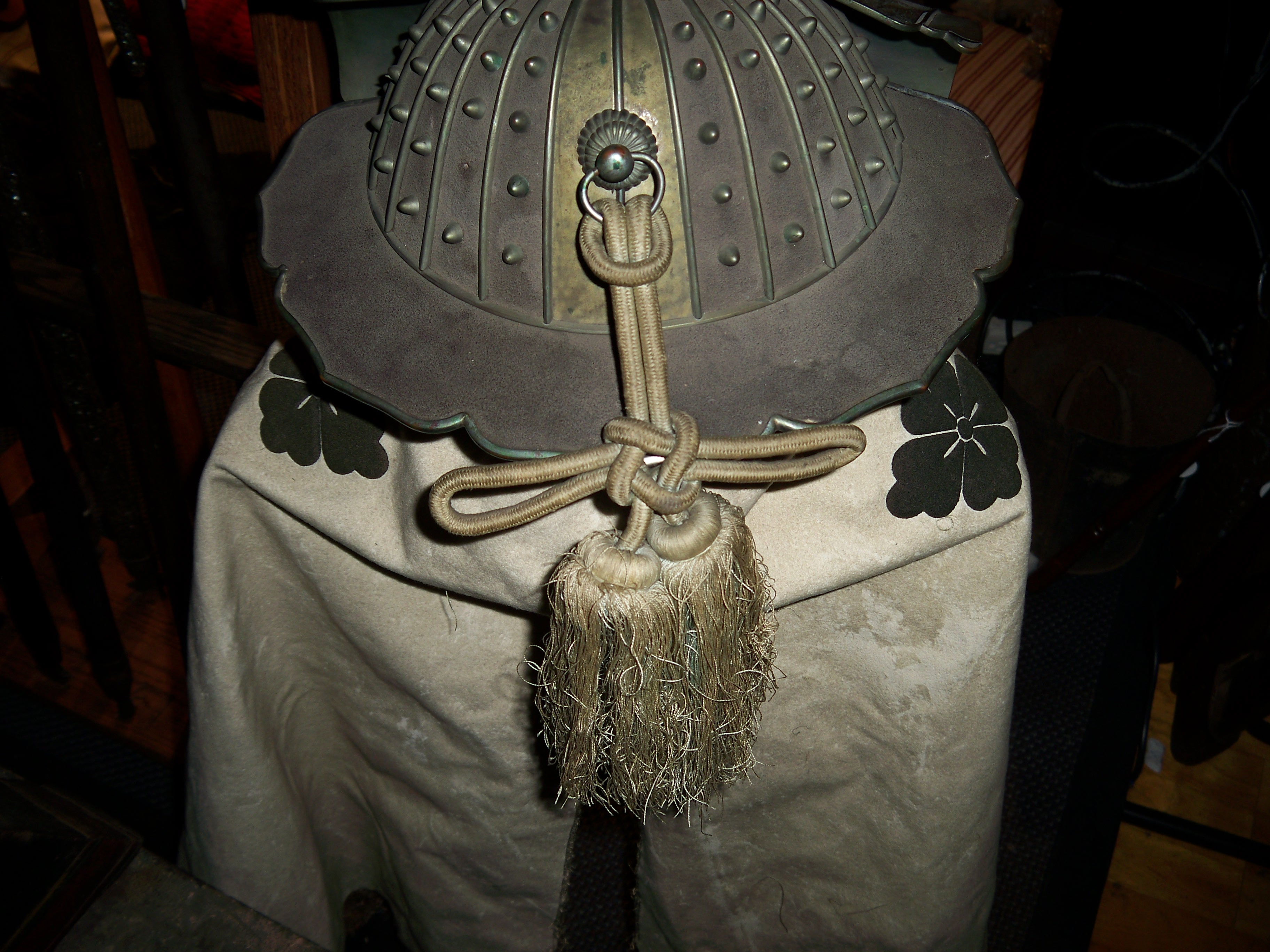
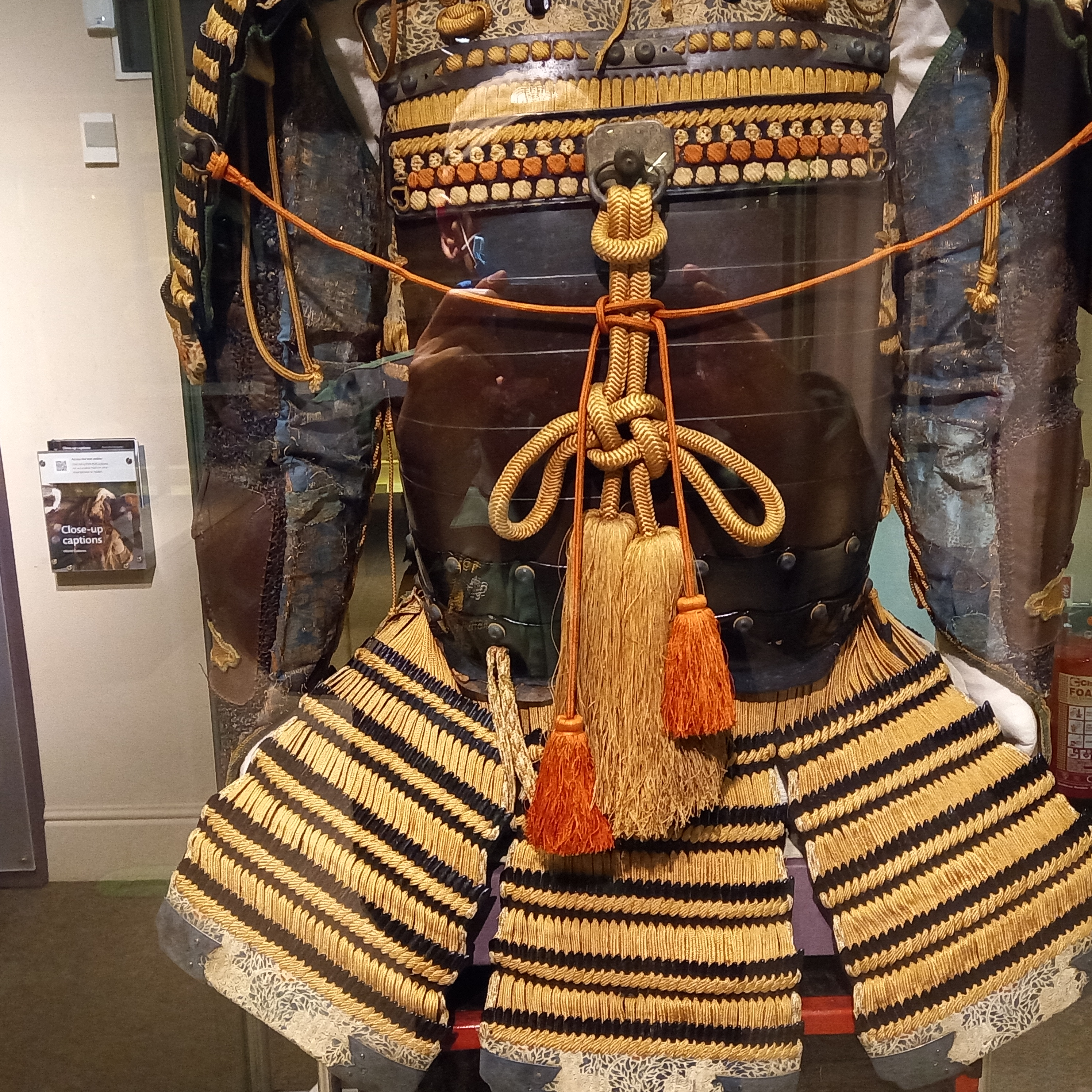
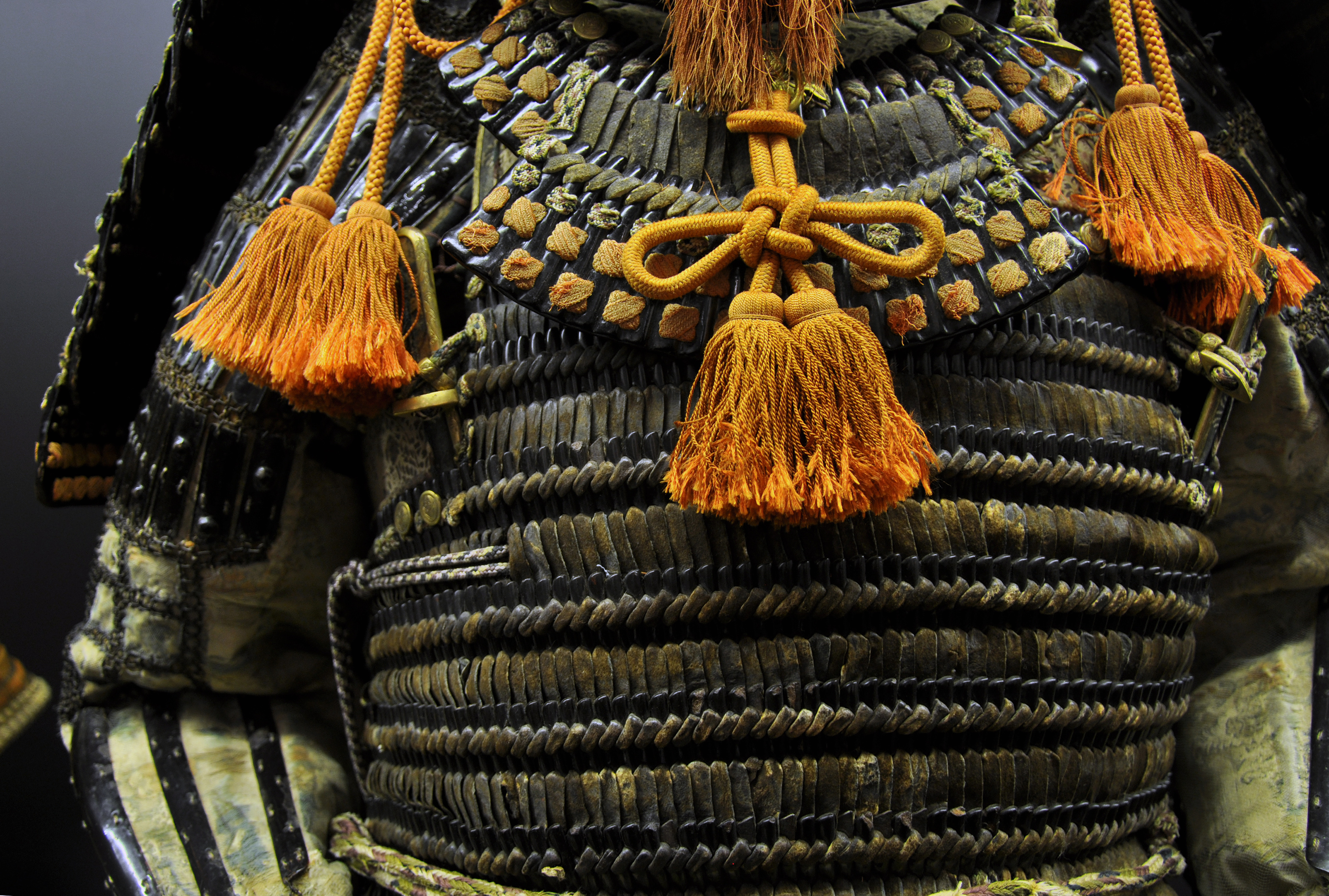
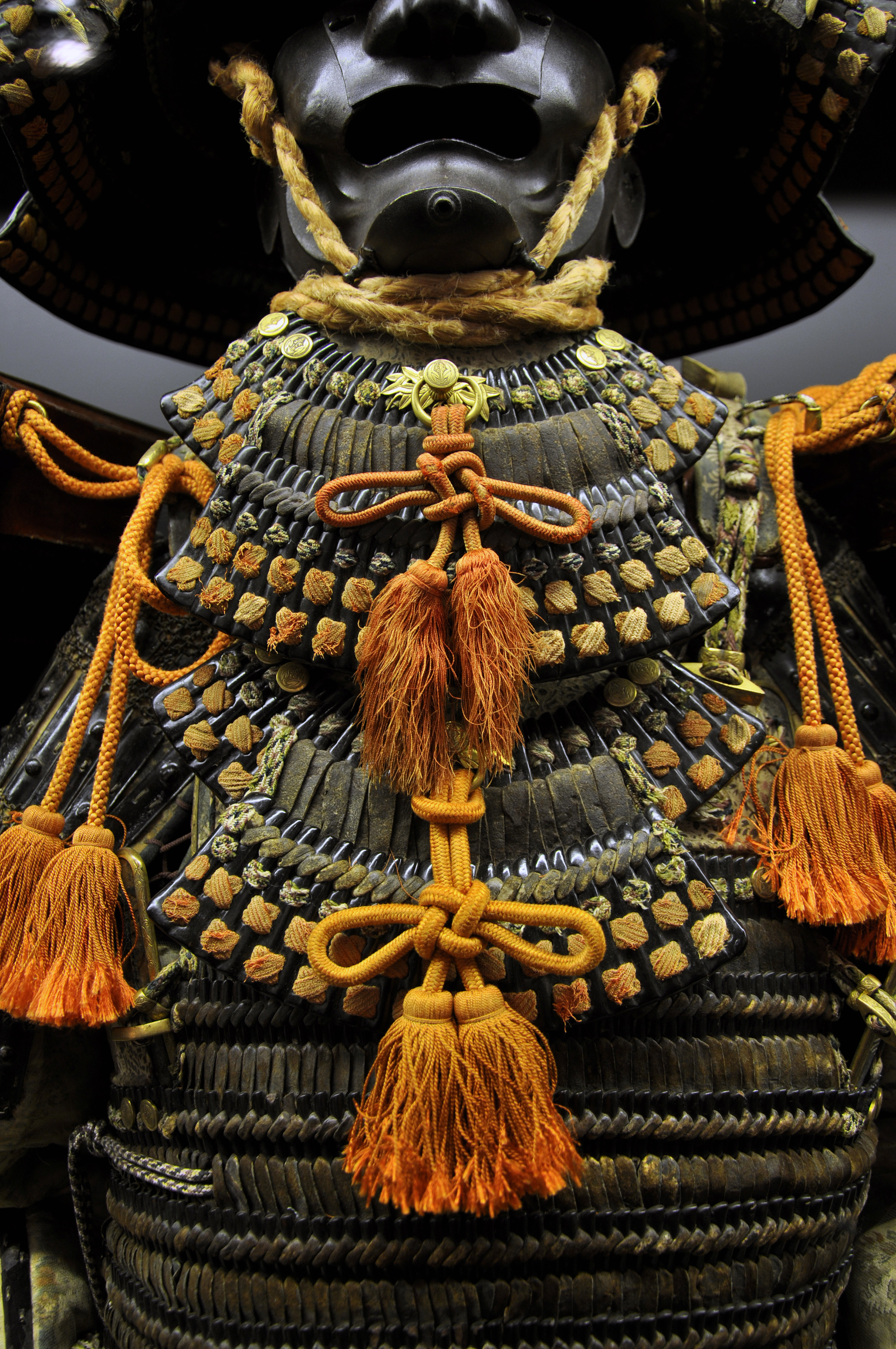